# Central Belt
Central Belt, übersetzt: Zentraler Gürtel, ist der Großraum, der Glasgow und Edinburgh zusammenfasst und zu den Lowlands zählt. Jeder zweite Einwohner Schottlands lebt hier. Amts- und Bildungssprache ist schottisches Englisch, Umgangssprache ist Scots.
Der Central Belt umfasst folgende Verwaltungsbereiche:
| Council Area      | Fläche in km² | Einwohner | Dichte (Einw./km²) |
| ----------------- | ------------- | --------- | ------------------ |
| East Lothian      | 0679          | 0102.050  | 0150               |
| East Renfrewshire | 0174          | 0092.380  | 0530               |
| City of Edinburgh | 0263          | 0492.680  | 1.871              |
| Falkirk           | 0297          | 0157.640  | 0530               |
| City of Glasgow   | 0175          | 0599.650  | 3.433              |
| Inverclyde        | 0160          | 0079.860  | 0498               |
| Midlothian        | 0354          | 0086.210  | 0244               |
| North Ayrshire    | 0885          | 0136.450  | 0154               |
| North Lanarkshire | 0470          | 0337.950  | 0719               |
| Renfrewshire      | 0261          | 0174.230  | 0666               |
| South Lanarkshire | 1.772         | 0315.360  | 0178               |
| West Lothian      | 0428          | 0177.150  | 0414               |
| Gesamt            | 5.918         | 2.751.610 | 0465               |